# Mauroa
Mauroa é um município da Venezuela localizado no estado de Falcón.
A capital do município é a cidade de Mene de Mauroa.